# Humphrey Mijnals
Humphrey August Mijnals (Moengo, Surinam, 21 de diciembre de 1930-Utrecht, 27 de julio de 2019) fue un futbolista surinamés-neerlandés, el primer futbolista de ascendencia surinamesa que jugó para la selección de los Países Bajos, aunque también fue internacional con la selección de Surinam.

## Carrera profesional
Mijnals se desempeñó en el SV Robinhood de su país natal en la década de 1950, siendo una de las estrellas del equipo (donde fue tetracampeón). Incluso jugó durante seis meses en el América Futebol Clube de Pernambuco (Brasil). 
En 1956 fue traspasado al USV Elinkwijk, de Utrecht (Países Bajos), junto con su hermano Frank y otros tres jugadores de Surinam, Michel Kruin, Erwin Sparendam y Charley Marbach, quinteto conocido como «el trébol de cinco hojas». Ahí disputó 134 partidos (2 goles anotados). En 1963 se fue al DOS Utrecht (17 partidos, 1 gol). Terminó su carrera de jugador en clubes semi-profesionales de Utrecht.

## Carrera internacional

### Selección de los Países Bajos
El 3 de abril de 1960, Mijnals fue convocado a la selección de fútbol de los Países Bajos —contra Bulgaria— siendo la primera vez que la Oranje convocaba a un jugador oriundo de Surinam. En este partido, Mijnals detiene un intento de gol búlgaro con una patada aérea. Sin embargo solo disputó dos partidos más (ante Bélgica y su propia selección de origen, Surinam) ya que fue apartado por la KNVB.

### Selección de Surinam
Mijnals disputó 46 partidos con la selección de Surinam, aunque no todos esos encuentros son considerados oficiales ya que en muchos casos los adversarios eran clubes o selecciones no reconocidas por la FIFA.

## Palmarés

### Campeonatos nacionales
| Título              | Club                       | País    | Año  |
| ------------------- | -------------------------- | ------- | ---- |
| Campeonato Potiguar | América Futebol Clube (RN) | Brasil  | 1952 |
| Campeonato Potiguar | América Futebol Clube (RN) | Brasil  | 1952 |
| Primera división    | SV Robinhood               | Surinam | 1953 |
| Primera división    | SV Robinhood               | Surinam | 1954 |
| Primera división    | SV Robinhood               | Surinam | 1955 |
| Primera división    | SV Robinhood               | Surinam | 1956 |

## Reconocimientos
En 1999 fue nombrado "futbolista surinamés del siglo XX". También recibió, el 24 de agosto de 2008, la Medalla de Deportes de la ciudad de Utrecht.

## Clubes
| Club                  | País         | Año       |
| --------------------- | ------------ | --------- |
| SV Robinhood          | Surinam      | 1950-1951 |
| América Futebol Clube | Brasil       | 1952      |
| SV Robinhood          | Surinam      | 1952-1956 |
| USV Elinkwijk         | Países Bajos | 1956-1963 |
| DOS Utrecht           | Países Bajos | 1963-1964 |
| SC 't Gooi            | Países Bajos | 1964-1966 |